# Steinchisma stenophyllum
Steinchisma stenophyllum är en gräsart som först beskrevs av Eduard Hackel, och fick sitt nu gällande namn av Fernando Omar Zuloaga och Osvaldo Morrone. Steinchisma stenophyllum ingår i släktet Steinchisma och familjen gräs. Inga underarter finns listade i Catalogue of Life.